# Green Jelly
A Green Jelly egy amerikai comedy rock/heavy metal zenekar. A nevet "grín dzselló"-nak kell ejteni (az eredeti "grín dzselli" helyett). Eredetileg Green Jellö volt a nevük, de a Kellogg's zabpehely-gyártó cég perrel fenyegette az együttest, ha nem változtatják meg a nevüket, mondván, hogy nagyon hasonlít a név a "Jell-O" ételtermékre. Az "ö"-t egy "y"-ra cserélték, és két umlaut-ot tettek fölé, és így elkerülték a pert. A zenekar főleg humoros dalokat játszik, erről a profiljukról lettek ismertek Amerikában. Híresek lettek arról is, hogy "szándékosan rossz" dalokat játszanak. A színpadon alaposan elmaszkírozva és érdekes jelmezekben lépnek fel. 1981-ben alakultak Buffalo-ban. Legismertebb daluknak a "Three Little Pigs" számít.

## Diszkográfia

### Stúdióalbumok
- Triple Live Möther Gööse at Budokan (1989)

- Cereal Killer (1992) (szójáték a "serial killer" szóval)

- Cereal Killer Soundtrack (1993)

- 333 (1994)

- Musick to Insult Your Intelligence By (2009)

- Garbage Band Kids (In Production) (2018)